# ॡ
Cette page contient des caractères spéciaux ou non latins. S’ils s’affichent mal (▯, ?, etc.), consultez la page d’aide Unicode.
ऌ, transcrit ḹ et appelé l vocalique long, est une voyelle de l’alphasyllabaire devanagari.

## Représentations informatiques
Ses Unicode sont :
| formes       | représentations | chaînes de caractères | points de code | descriptions                                |
| ------------ | --------------- | --------------------- | -------------- | ------------------------------------------- |
| indépendante | ॡ               | ॡ                     | U+0961         | lettre devanagari ll vocalique              |
| dépendante   | ॣ                | ◌ॣ                     | U+0963         | diacritique voyelle devanagari ll vocalique |